# Верхньоавзянська сільська рада
Верхньоавзя́нська сільська рада (рос. Верхнеавзянский сельский совет) — муніципальне утворення у складі Бєлорєцького району Башкортостану, Росія. Адміністративний центр — село Верхній Авзян.

## Історія
17 грудня 2004 року Ісмакаєвська сільрада (населені пункти Ісмакаєво, Ахмерово) була приєднана до Верхньоавзянської селищної ради, яка тоді ж була перетворена у сільраду. Тоді ж присілок Ахмерово був переданий до складу Туканської сільради.

## Населення
Населення — 1867 осіб (2019, 2297 в 2010, 2898 в 2002).

## Склад
До складу поселення входять такі населені пункти:
| Населений пункт     | Населення, осіб (2002) | Населення, осіб (2010) |
| ------------------- | ---------------------- | ---------------------- |
| Верхній Авзян, село | 2576                   | 2024                   |
| Ісмакаєво, село     | 322                    | 273                    |